# Brodyr
Brodyr (franska brodure, av broder "brodera") är hand- eller maskinsydda remsor med dekorativa mönster. De dekorerar ibland damkläder, som till exempel klänningar och underkläder. Vidare kan ett tyg exempelvis i metervara vara mönstrat med maskinbrodyr i form av upprepade och ofta mindre mönster.

## Brodyrmaskin
Brodyr kan framställas maskinellt. För att styra mönstret användes och används brodyrkort som numera är en datafil som överförs till brodyrmaskinen.  Brodyrkort skapas idag med speciella program, såsom Wilcom EmbroideryStudio, men kräver fortfarande en mycket yrkeskunnig och erfaren person; stygntyp, -längd, -riktning, -täthet med mera är bara några av de parametrar som måste skräddarsys för varje motiv. Därtill måste dessa även anpassas till vilken typ av material som ska broderas.